# War Shipping Administration

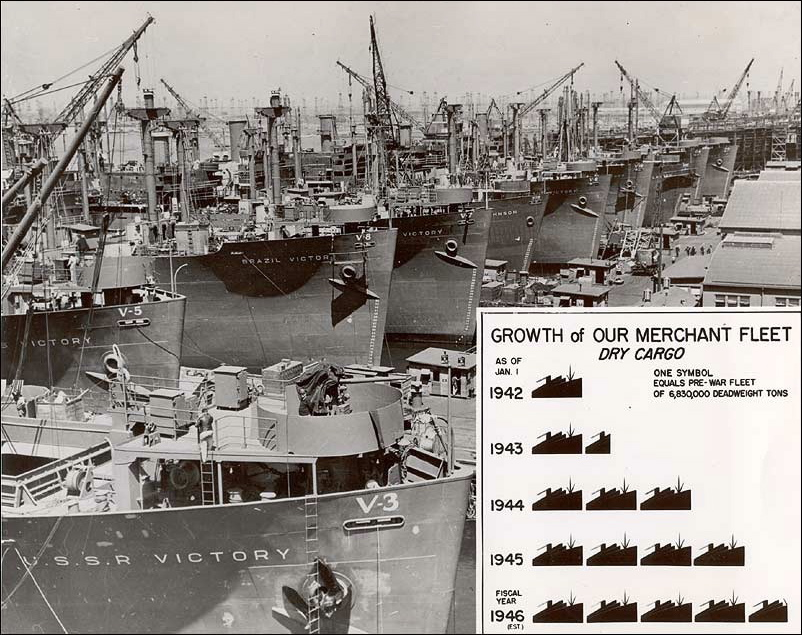
WSA-persbericht foto met oorlogsproductie van scheepstonnage

De War Shipping Administration (WSA) was een oorlogsinstantie uit de Tweede Wereldoorlog van de Amerikaanse regering. 
De Administration was belast met het kopen en exploiteren van het civiele scheepstonnage dat de Verenigde Staten nodig hadden in oorlogstijd. Zowel de scheepsbouw onder de Maritime Commission als de toewijzing van schepen onder de WSA aan leger-, marine- of civiele behoeften werden nauw gecoördineerd door viceadmiraal Emory S. Land, die doorging als hoofd van de Maritime Commission terwijl hij ook aan het hoofd stond van de WSA.

## Oprichting
Een tekort aan schepen, nog verergerd door de noodzaak om schepen uit dienst te nemen voor ombouw en bewapening, was een punt van zorg op de hoogste niveaus, waaronder de president. Bijzondere bezorgdheid dat de beschikbare scheepvaart niet effectief zou worden gebruikt, leidde tot zijn oprichting onmiddellijk na de actieve deelname van de natie aan de oorlog van de Strategic Shipping Board, bestaande uit de voorzitter van de Maritieme Commissie, de Chief of Staff of the United States Army, de Chief of Naval Operations en de heer Harry Hopkins die rechtstreeks aan de president rapporteerde. Verschillen tussen de organisaties en gebrek aan daadkrachtig gezag ten opzichte van de voorzitter beperkten de effectiviteit van het bestuur. Een bijkomende behoefte was een effectieve routinematige interactie met het Britse Ministerie van Oorlogstransport, dat al het beheer van de Britse koopvaardij had gekregen, voor de coördinatie van alle geallieerde koopvaardijschepen. Bij de oprichting van de WSA bleef de Strategic Shipping Board bestaan in een sterk verminderde rol onder de Joint Chiefs of Staff.
Op 7 februari 1942 werd de WSA opgericht door president Franklin Delano Roosevelt's Executive Order No. 9054. 7 februari 1942 toen de VS de oorlog waren ingegaan. De WSA werd administratief afgesplitst van de United States Maritime Commission, opgericht in 1936, dat toezicht hield op het ontwerp en de bouw van schepen van het koopvaardijtype. Die omvatten onder andere de productie van Liberty- en Victoryschepen. De Amerikaanse vloot breidde zich uit tot zo'n 3.500 drogeladingschepen en meer dan 900 hogesnelheidstankers.

## Aanpassingen
Op praktisch niveau werkten de Maritieme Commissie en de WSA nauw samen onder leiding van viceadmiraal Emory S. Land. Land beschreef deze relatie in zijn rapport aan de president van de WSA tot 31 december 1943:
Onder de Merchant Marine Act van 1936 werd de United States Maritime Commission opgericht als een onafhankelijk agentschap om alle onderdelen van de overzeese scheepvaart en scheepsbouw te leiden en te controleren. Het werd onmiddellijk duidelijk toen deze natie de oorlog inging dat een speciaal agentschap om de operationele problemen aan te pakken die eigen zijn aan oorlog nodig was om de Maritieme Commissie aan te vullen. Die behoefte leidde op 7 februari 1942 tot de oprichting van de War Shipping Administration, die vrijwel alle belangrijke statutaire taken van de Commissie, met uitzondering van de scheepsbouw, overnam van de Maritime Commission. Zo werd WSA de scheepsbedrijfsafdeling van de regering en de Maritieme Commissie haar scheepsbouwafdeling.
De WSA-autoriteit was uitgebreid. In hetzelfde rapport aan de president beschreef Land de verantwoordelijkheid:

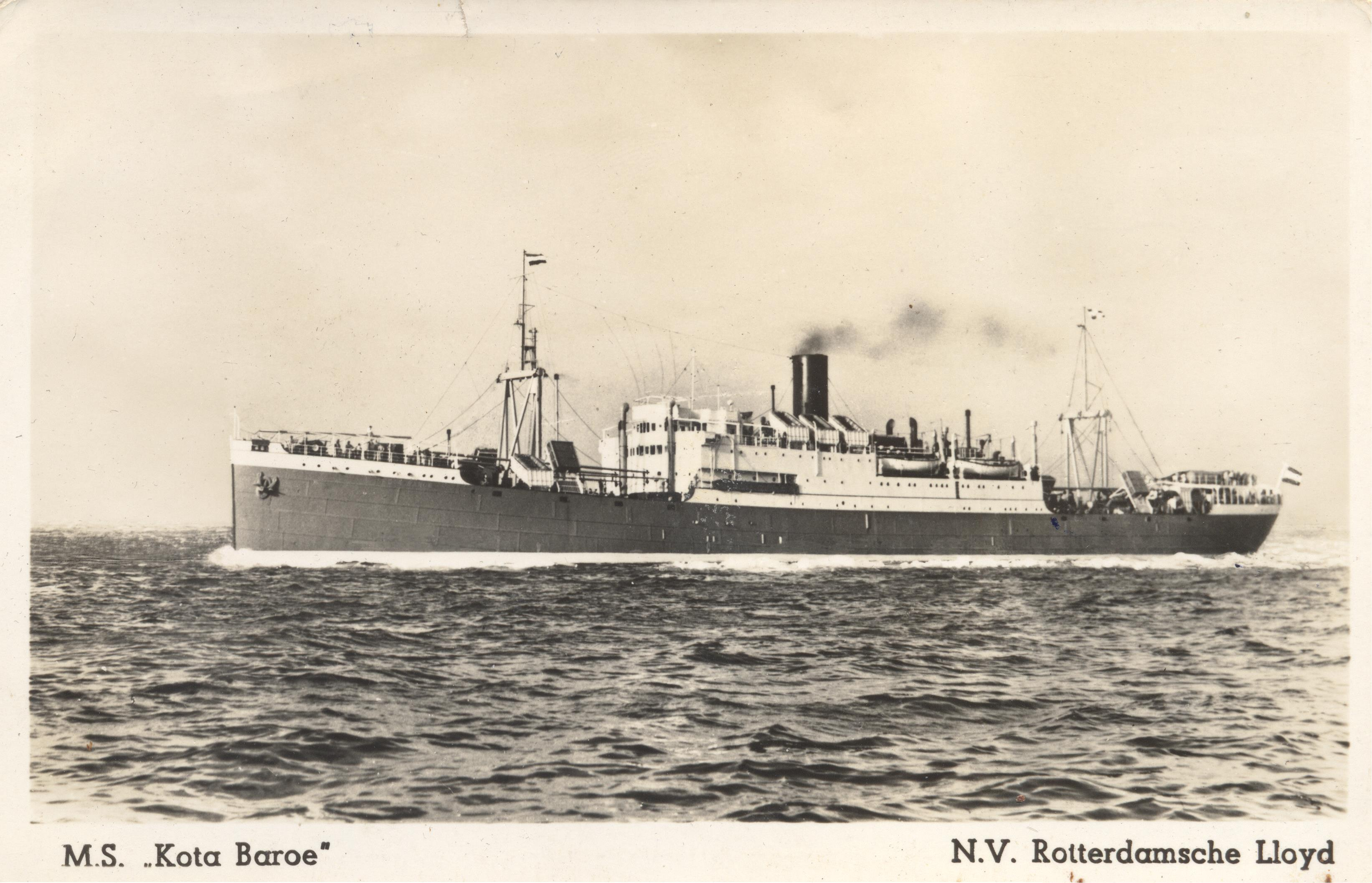
MS Kota Baroe

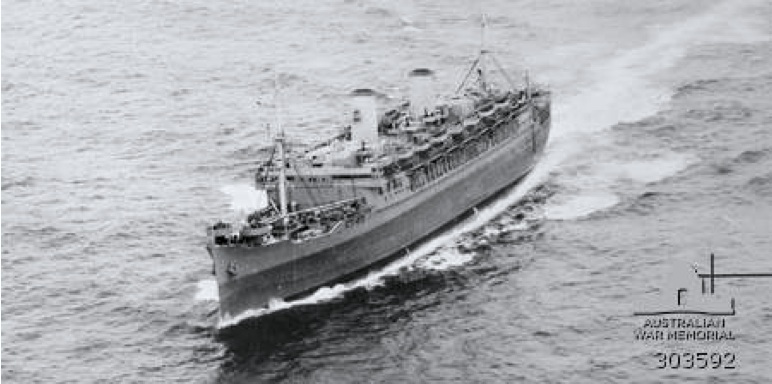
SS Mariposa, 28 maart 1944.

De verantwoordelijkheid van de WSA werd door de Executive Order van 7 februari 1942, uitgebreid tot alle onderdelen van de scheepvaart, inclusief de aankoop of vordering van schepen voor eigen gebruik of het gebruik van het leger, de marine of andere overheidsinstanties; het repareren, bewapenen en demagnetiseren van door de WSA gecontroleerde schepen en geallieerde schepen in het kader van de Leen- en Pachtwet; omschakeling van schepen tot troepentransporten, hospitaalschepen en voor andere speciale doeleinden; het opleiden en ter beschikking stellen van scheepspersoneel, het bedienen, laden, lossen en algemene controle van de bewegingen van deze schepen; het beheren en verzekeren van maritieme en oorlogsrisicoverzekeringswetten en -fondsen, en de controle van terminal- en havenfaciliteiten, expeditie en aanverwante zaken.
Onder die autoriteit werden vrachtrompen toegewezen aan de handel, het leger of de marine. Veel van de schepen en marinetransporten van het leger werden toegewezen door WSA. WSA, via haar vertegenwoordigers, exploiteerde rechtstreeks schepen ter ondersteuning van de diensten en civiele vereisten. Onder de meer opvallende WSA-schepen waren grote en snelle troepentransporten die grotendeels zonder escorte konden varen, waaronder WSA-geëxploiteerde schepen als de Argentina, Brazil, John Ericsson, Lurline, Mariposa, Monterey en Uruguay.
Daarnaast werkte de WSA nauw samen met het Britse ministerie van Oorlogstransport via de Combined Shipping Adjustment Board om te zorgen voor een zo efficiënt mogelijk gebruik van beschikbare scheepsrompen en laadvermogen.
Onder het 'laden, lossen en algemene controle van de beweging van deze schepen' ontwikkelde en handhaafde WSA verbeterde methoden om de scheepscapaciteit te benutten en inefficiënt gebruik van schepen door handel en militaire diensten te voorkomen.

## Na de oorlog
Na de oorlog werden WSA-schepen gebruikt om het enorme aantal gewapende personeelsleden overzee naar huis te brengen, als onderdeel van Operatie Magic Carpet. Meer dan 3.500.000 mannen waren op 1 december 1945 uit overzeese gebieden naar huis gebracht.
Op 1 september 1946 werden de WSA-functies teruggegeven aan de Maritieme Commissie.